# Karlan Grant
Pour les articles homonymes, voir Grant.
Karlan Grant, né le 18 septembre 1997 à Greenwich, est un footballeur anglais qui évolue au poste d'attaquant à West Bromwich Albion.

## Biographie

### Charlton et prêts
Formé à Charlton Athletic, le 30 septembre 2014, Grant fait ses débuts professionnels pour le club lors d'un match contre le club de Norwich City.
Le 16 janvier 2016, il est prêté à Cambridge United pour un mois.
Le 30 janvier 2018, il est prêté à Crawley Town.

### Huddersfield et après
Le 30 janvier 2019, Grant rejoint Huddersfield Town en Premier League, mais le club est relégué en D2 à l'issue de la saison.
Le 15 octobre 2020, il rejoint West Bromwich Albion.